# Joe Brown (wspinacz)
Joe Brown (ur. 26 września 1930 w Manchesterze, zm. 15 kwietnia 2020 w Llanberis) – brytyjski wspinacz.
Jego osiągnięcia z zakresu wspinaczki obejmują zarówno góry w Wielkiej Brytanii, m.in. Snowdonia i Old Man of Hoy, oraz najwyższe pasma świata – Himalaje (m.in. Kanczendzonga) i Karakorum (m.in. Muztagh). 25 maja 1955 wraz z George’em Bandem dokonał pierwszego wejścia na Kanczendzongę. Dzień później kolejni członkowie wyprawy brytyjskiej Norman Hardie i Tony Streather zdobyli ten szczyt.